# Svend Otto Nielsen
Svend Otto Nielsen (29. august 1908 – 27. april 1944) var matematiklærer, uddannet ved Ranum Statsseminarium. Han var ansat ved Skovshoved skole. Hans første deltagelse i en sabotageaktion var afbrændingen af Hellebæk Klædefabrik i juni 1943. I oktober 1943 fik han kontakt med Jens Lillelund, der reorganiserede Holger Danske og oprettede Holger Danske II. Svend Otto Nielsen med dæknavnet John deltog derefter i en række sabotageaktioner.

## Liv og karriere
Svend Otto blev født august 1908 i Herfølge, der ligger syd for Køge på Sjælland, hans opvæksten foregik dog tæt ved Rold Skov i Jylland. Han uddannede sig som lærer og var fra 1934 til sin død lærer på Skovshoved Skole i Gentofte.
I december 1943 blev han arresteret af Gestapo efter sammen med Jens Lillelund (Finn) at have overnattet hos en kvinde, Hedvig Delbo, på Faksegade 3, der viste sig at være stikker. Arrestationen skete efter ildkamp, og hårdt såret blev John udsat for voldsomme forhør på Dagmarhus, Gestapos hovedkvarter i København. I et par måneder lå han i en celle i Vestre Fængsel med et ubehandlet knust lårben.
Han blev henrettet i Ryvangen 27. april 1944.
Den norskfødte Hedvig Delbo flyttede senere til Sankelmarksgade 30 under navnet Fru Dam, som syerske, men blev genkendt og likvideret af Gunnar Dyrberg.
Den 11. juni 1945 blev hans jordiske rester i Ryvangen opgravet og ført til Retsmedicinsk Institut, og blev 29. august 1945 genbegravet i Mindelunden i Ryvangen.